# اوکه‌هازاما

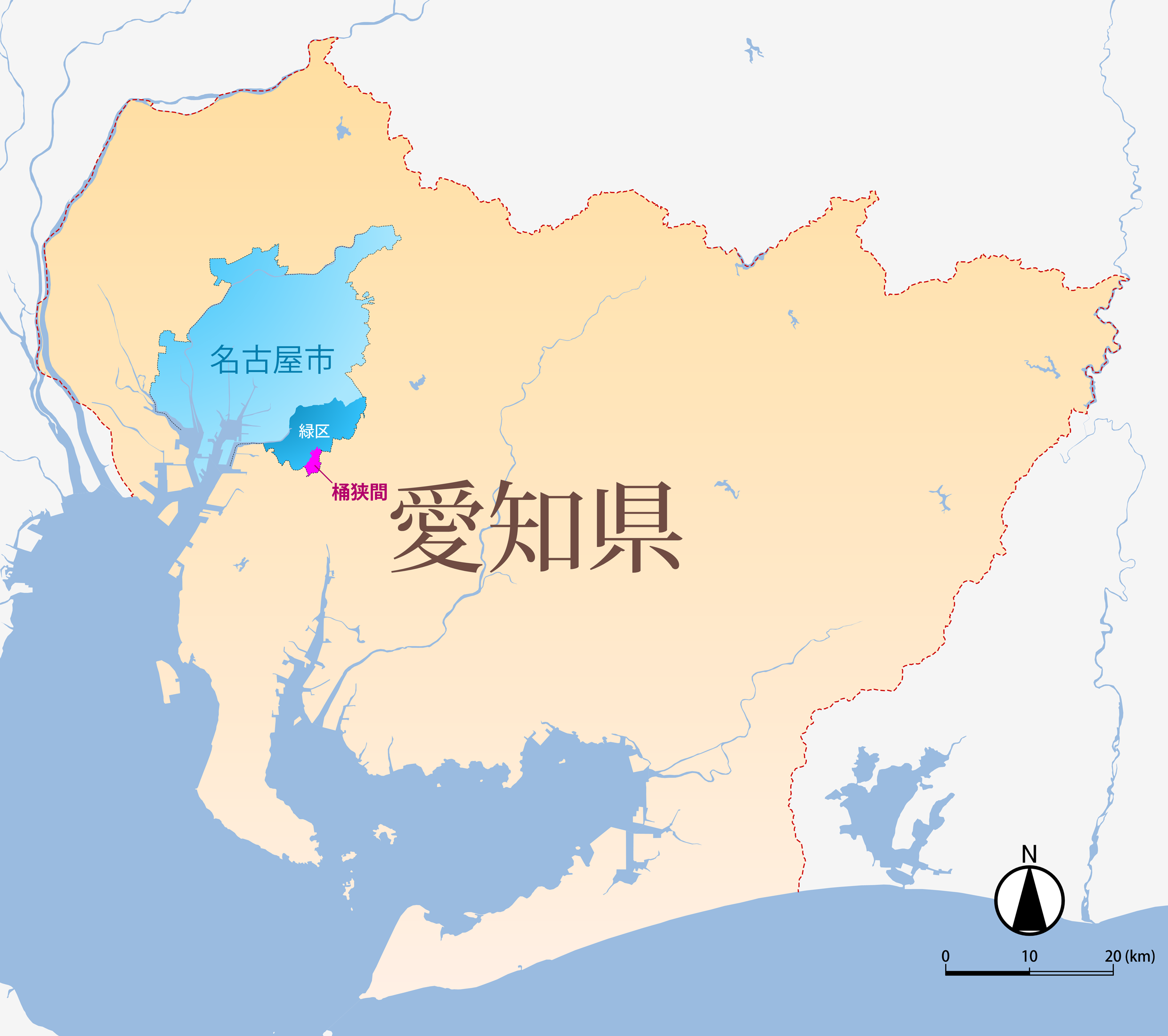
منطقه اوکه‌هازاما در استان آیچی با رنگ صورتی مشخص شده‌است. شهر ناگویا با رنگ نیلی و کنار آن بخش میدوری با رنگ آبی پررنگ مشخص شده‌است.

اوکه‌هازاما (به ژاپنی: 桶狭間) به منطقه‌ای گفته می‌شود که مابین تویوآکه، آیچی و  بخش میدوری، در شهر ناگویا، استان آیچی، ژاپن قرار گرفته‌است. این منطقه از نظر تاریخی بسیار شهرت دارد.